# Otwarte horyzonty
Otwarte horyzonty (tyt. oryg. Horizonte të hapura) – albański film fabularny z roku 1968 w reżyserii Viktora Gjiki.

## Opis fabuły
Grupa robotników portowych poświęca swoje życie, podejmując się uratować statki dokujące w porcie w Durrësie w czasie gwałtownego sztormu. Film nawiązuje do wydarzeń z roku 1966 r., kiedy wskutek nieuwagi doszło do wypadku w czasie prac portowych.
W roli statystów w filmie wystąpili pracownicy stoczni w Durrësie.

## Obsada
- Sandër Prosi jako kapitan
- Robert Ndrenika jako Azem
- Pandi Raidhi jako Ymer
- Gaqo Spiro jako sekretarz
- Sulejman Pitarka jako Sokrat Dhembo
- Mirketa Çobani jako Arta
- Shpëtim Shmili jako Skender
- Dhimitër Orgocka jako Uran
- Todi Thanasi jako kapitan okrętu
- Dhorkë Orgocka jako żona Urana
- Mustafa Alushi
- Thanas Borodani
- Abdulla Duma
- Dashamir Gjati
- Erniti Kokolari
- Gaqo Lepuri
- Nikolin Xhoja